# 周成建
周成建（1965年4月30日—）出生於浙江省麗水市青田縣，现任上海美特斯邦威服飾股份有限公司董事长兼執行總裁，獲浙江大学EMBA學位，中国服装行业协会副会长，上海市第十三届人大代表、上海市南汇区人大常委。周成建是中國的著名浙商及企業家，2009年以個人資產達136億元人民幣上榜福布斯中國富豪榜。

## 個人簡介
受其父經營鄉鎮企業的影響，從小學會了裁縫手藝的周成建於1984年5月開始在農村老家於朋友開始個體經商，開辦服裝加工廠，於1985年因欠債而倒閉。1986年，剛年滿20歲的周成建來到浙江省溫州市，總結在家鄉創業失敗的經驗及教訓，於1989年在溫州著名的妙果寺以“前店後廠”的模式獨立經營，從採購，設計，縫製到銷售，經歷了艱難的無品牌，無渠道的創業階段。
1994年，周成建放棄了當時主流的西服市場，開始籌劃創立自己的品牌，主攻休閒服飾。
1995年4月22日，周成建在温州解放剧院开设第一家美特斯邦威专卖店，開始实行品牌连锁专卖经营，从此专注于中国休閒服饰产业。
2005年，時任美特斯邦威董事長兼總經理的周成建带领美特斯·邦威集团实现了年销售收入30亿元人民幣。

## 外部參考
- 美特斯·邦威董事長周成建：內地服裝行業首富（页面存档备份，存于）